# 三重県道58号松阪一志線
三重県道58号松阪一志線（みえけんどう58ごう まつさかいちしせん）は、三重県松阪市から津市に至る主要地方道（三重県道）である。

## 概要

### 路線データ
- 起点：三重県松阪市岩内町（松阪インター入口交差点）
- 終点：三重県津市一志町田尻（田尻交差点）
- 実延長：11.825km

## 歴史
- 1993年（平成5年）5月11日 - 建設省から、県道丹生寺一志線の一部が松阪一志線として主要地方道に指定される[1]。

## 路線状況

### 主な道路構造物
天花寺 - 宮古間の陸橋
松阪市嬉野天花寺町と同市嬉野宮古町間にあるJR名松線をまたぐ陸橋。延長740m、幅員12m（うち車道6m、歩道2m）。「主要地方道松阪一志線地方道路特定道路整備事業」により、2007年（平成19年）3月1日午前11時に開通した。これにより、当該区間の狭隘区間と久居街道踏切が解消された。

### 利用状況
平日12時間交通量
松阪市小阿坂町 4,068台
津市一志町片野 6,361台

## 地理

### 通過する自治体
- 松阪市
- 津市

### 交差する道路
- 伊勢自動車道 松阪IC・三重県道59号松阪第2環状線（起点）
- 三重県道30号嬉野美杉線（三重県道580号白山小津線 重複）（松阪市嬉野下之庄町（下之庄交差点）
- 三重県道145号天花寺一志嬉野インター線（松阪市嬉野天花寺町）
- 三重県道24号松阪久居線（松阪市嬉野宮古町・宮古西交差点）
- 三重県道67号一志嬉野線（津市一志町八太）
- 三重県道15号久居美杉線（終点）

### 沿線にある施設など
のどかな田園風景が広がる。
- 伊勢自動車道 松阪IC
- 松阪市立阿坂小学校
- 向山古墳
- JAみえなか嬉野ライスセンター
- 松阪市立豊地小学校
- 津市立川合小学校
- 近鉄大阪線 川合高岡駅
- JR名松線 一志駅
- 津市役所 一志総合支所

## 参考資料
- 『県別マップル24 三重県道路地図』（昭文社、2009年3版1刷発行、ISBN 978-4-398-62474-1 、46,47,51ページ）